# Emil Hartmann (Lehrer)
Emil Adolf Hartmann (* 2. Oktober 1878 in Magdeburg; † 28. Mai 1967 in Heidelberg) war ein deutscher Lehrer und Autor.

## Leben
Emil Hartmann wurde 1903 in Göttingen mit einer Arbeit zum Thema Die temporalen Konjunktionen im Französischen zum Dr. phil. promoviert.
Ab 1907 war er als Lehrer an der Wöhlerschule in Frankfurt am Main tätig. Anschließend, von 1911 bis 1917, Direktor der Rödelheimer Realschule. 1917 wechselte er als Oberstudiendirektor zur Klingerschule, die 1932 mit der Adlerflychtschule zur „Vereinigten Klinger- und Adlerflychtschule“ zusammengelegt und ein Jahr später in „Adolf-Hitler-Schule“ umbenannt wurde. Bis zu seiner Pensionierung 1938, wirkte er als Leiter dieser Schule.
Hartmann gilt als Wegbereiter der Schullandheimbewegung.

## Schriften
- Die temporalen Konjunktionen im Französischen, Universitätsschrift, Dissertation, Göttingen 1903
- Geschichte des Frankfurter Vororts Rödelheim, Englert & Schlosser, Frankfurt a. M. 1921
- Geschichte der Klinger Oberrealschule zu Frankfurt am Main (1932)
- Jung bleibt wer mit der Jugend sich verbündet, Diesterweg, Frankfurt 1934
- Kindermund, Heiteres und Besinnliches, gesammelt von Emil Hartmann, Jedermann-Verlag, Heidelberg 1947
- Wollen wir noch ein wenig lachen, Papi? Prakt. Erziehungskunde, Hartmann, Küsnacht 1964
- Wir rühmen dich, Heidelberg, Brausdruck, Heidelberg 1968